# MetaGalaktika 6. (Arkagyij és Borisz Sztrugackij regényei és novellái)
MetaGalaktika 6. (Arkagyij és Borisz Sztrugackij regényei és novellái) a Móra Ferenc Könyvkiadó Kozmosz Könyvek sorozatában, 1983-ban kiadott sci-fi antológia. A kötet az orosz sci-fi-írópáros 3 regényét és 3 elbeszélését tartalmazza. A kötetet szakmailag ellenőrizte: Szentmihályi Szabó Péter.

## A kötetben szereplő írások

### Regények
| Magyarul                                                    | Oroszul           | Tartalom |
| ----------------------------------------------------------- | ----------------- | --- |
| A század ragadozó tárgyai                                   | Хищные вещи века  | Ivan Zsilin, volt űrhajós nyomozása rejtélyes halálesetekkel kapcsolatban.                                          |
| Bogár a hangyabolyban                                       | Жук в муравейнике | Makszim Kammerer megbízatást kap Lev Abalkin progresszor felkutatására.                                             |
| Erdei kanyarulatnál, horhos mélyiben, avagy csigák a lejtőn | Улитка на склоне  | Bors, az állományon kívüli munkatárs a különleges „Erdőbe” szeretne eljutni, Candide innen indul vissza az övéihez. |

### Elbeszélések
| Magyarul                                    | Oroszul         | Tartalom                                                                             |
| ------------------------------------------- | --------------- | ------------------------------------------------------------------------------------ |
| Hat szál gyufa                              | Шесть cпичек    | Komlin professzor balesete neutrínó-akupunktúra közben.                              |
| A Kifer-kísérlet                            | Испытание "СКР" | Kibernetikus felderítőrendszer próbája egy csillagközi utazás előtt.                 |
| Kívülről (alcím: Novella három elmondásban) | Извне           | Több beszámoló arról, hogy egy idegen civilizáció űrhajója látogatást tett a Földön. |